# Canoagem nos Jogos Europeus de 2019
As competições de canoagem nos Jogos Europeus de 2019 foram realizados no Curso de Regata Zaslavl, em Minsk, na Bielorrússia, entre 25 a 27 de junho de 2019. Foram disputados 16 eventos.

## Calendário
| Junho    | 21 | 22 | 23 | 24 | 25 | 26 | 27 | 28 | 29 | 30 |
| -------- | -- | -- | -- | -- | -- | -- | -- | -- | -- | -- |
| Canoagem |    |    |    |    | ●  | 5  | 11 |    |    |    |

|  | Dia de competição |  | Dia de final |

## Qualificação
Foram disponibilizadas ao todo 350 vagas de cota de atletas para canoagem nos Jogos Europeus de 2019; 175 cada para homens e mulheres. O único evento de qualificação foi o  Campeonato Europeu de Canoagem de Velocidade de 2018, em Belgrado, entre 8 e 10 de junho de 2018.

## Medalhistas

### Masculino
| Evento                   | Ouro                                                                       | Prata                                                               | Bronze                                                          |
| ------------------------ | -------------------------------------------------------------------------- | ------------------------------------------------------------------- | --------------------------------------------------------------- |
| C-1 200 metros detalhes  | Artsem Kozyr BLR Bielorrússia                                              | Nicolae Craciun ITA Itália                                          | Alfonso Benavides ESP Espanha                                   |
| C-1 1000 metros detalhes | Tomasz Kaczor POL Polônia                                                  | Kirill Shamshurin RUS Rússia                                        | Sebastian Brendel GER Alemanha                                  |
| C-2 1000 metros detalhes | Romênia (ROU) Cătălin Chirilă Victor Mihalachi                             | Ucrânia (UKR) Andrii Rybachok Yurii Vandiuk                         | Rússia (RUS) Ilya Pervukhin Kirill Shamshurin                   |
| K-1 200 metros detalhes  | Maxime Beaumont FRA França                                                 | Balázs Birkás HUN Hungria                                           | Dzmitry Tratsiakou BLR Bielorrússia                             |
| K-1 1000 metros detalhes | Bálint Kopasz HUN Hungria                                                  | Fernando Pimenta POR Portugal                                       | Aleh Yurenia BLR Bielorrússia                                   |
| K-1 5000 metros detalhes | Bálint Kopasz HUN Hungria                                                  | Fernando Pimenta POR Portugal                                       | Max Hoff GER Alemanha                                           |
| K-2 1000 metros detalhes | Alemanha (GER) Max Hoff Jacob Schopf                                       | Ucrânia (UKR) Oleh Kukharyk Oleksandr Syromiatnykov                 | Rússia (RUS) Roman Anoshkin Vladislav Litovka                   |
| K-4 1000 metros detalhes | Rússia (RUS) Artem Kuzakhmetov Aleksandr Sergeyev Oleg Gusev Vitaly Ershov | Alemanha (GER) Max Rendschmidt Ronald Rauhe Tom Liebscher Max Lemke | Eslováquia (SVK) Samuel Baláž Erik Vlček Csaba Zalka Adam Botek |

### Feminino
| Evento                   | Ouro                                                                 | Prata                                                                                      | Bronze                                                                              |
| ------------------------ | -------------------------------------------------------------------- | ------------------------------------------------------------------------------------------ | ----------------------------------------------------------------------------------- |
| C-1 200 metros detalhes  | Alena Nazdrova BLR Bielorrússia                                      | Lisa Jahn GER Alemanha                                                                     | Dorota Borowska POL Polônia                                                         |
| C-2 500 metros detalhes  | Hungria (HUN) Virág Balla Kincső Takács                              | Bielorrússia (BLR) Nadzeya Makarchanka Volha Klimava                                       | Rússia (RUS) Kseniia Kurach Olesia Romasenko                                        |
| K-1 200 metros detalhes  | Emma Jørgensen DEN Dinamarca                                         | Danuta Kozák HUN Hungria                                                                   | Marta Walczykiewicz POL Polônia                                                     |
| K-1 500 metros detalhes  | Volha Khudzenka BLR Bielorrússia                                     | Danuta Kozák HUN Hungria                                                                   | Emma Jørgensen DEN Dinamarca                                                        |
| K-1 5000 metros detalhes | Maryna Litvinchuk BLR Bielorrússia                                   | Dóra Bodonyi HUN Hungria                                                                   | Marianna Petrušová SVK Eslováquia                                                   |
| K-2 200 metros detalhes  | Ucrânia (UKR) Mariya Povkh Liudmyla Kuklinovska                      | Alemanha (GER) Franziska John Tina Dietze                                                  | Bielorrússia (BLR) Volha Khudzenka Maryna Litvinchuk                                |
| K-2 500 metros detalhes  | Bielorrússia (BLR) Volha Khudzenka Maryna Litvinchuk                 | Hungria (HUN) Anna Kárász Danuta Kozák                                                     | Rússia (RUS) Anastasia Panchenko Kira Stepanova                                     |
| K-4 500 metros detalhes  | Hungria (HUN) Anna Kárász Danuta Kozák Tamara Csipes Erika Medveczky | Bielorrússia (BLR) Marharyta Makhneva Nadzeya Liapeshka— Volha Khudzenka Maryna Litvinchuk | Polônia (POL) Karolina Naja Katarzyna Kołodziejczyk Anna Puławska Helena Wiśniewska |

## Quadro de medalhas
| Ordem | País             | Medalha de ouro | Medalha de prata | Medalha de bronze | Total |
| ----- | ---------------- | --------------- | ---------------- | ----------------- | ----- |
| 1     | BLR Bielorrússia | 5               | 2                | 3                 | 10    |
| 2     | HUN Hungria      | 4               | 5                |                   | 9     |
| 3     | GER Alemanha     | 1               | 3                | 2                 | 6     |
| 4     | UKR Ucrânia      | 1               | 2                |                   | 3     |
| 5     | RUS Rússia       | 1               | 1                | 4                 | 6     |
| 6     | POL Polônia      | 1               |                  | 3                 | 4     |
| 7     | DEN Dinamarca    | 1               |                  | 1                 | 2     |
| 8     | FRA França       | 1               |                  |                   | 1     |
|       | ROM Romênia      | 1               |                  |                   | 1     |
| 10    | PRT Portugal     |                 | 2                |                   | 2     |
| 11    | ITA Itália       |                 | 1                |                   | 1     |
| 12    | SVK Eslováquia   |                 |                  | 2                 | 2     |
| 13    | ESP Espanha      |                 |                  | 1                 | 1     |
| TOTAL | TOTAL            | 16              | 16               | 16                | 48    |

## Nações participantes
Um total de 341 atletas de 37 nações competiram na canoagem velocidade nos Jogos Europeus de 2019.
- ARM Armênia (3)
- AUT Áustria (2)
- AZE Azerbaijão (1)
- BLR Bielorrússia (24)
- BEL Bélgica (4)
- BIH Bósnia e Herzegovina (1)
- BUL Bulgária (4)
- CRO Croácia (3)
- CZE Chéquia (14)
- DEN Dinamarca (7)
- EST Estônia (1)
- FIN Finlândia (3)
- FRA França (22)
- GEO Geórgia (3)
- GER Alemanha (25)
- GBR Grã-Bretanha (4)
- GRE Grécia (3)
- HUN Hungria (29)
- IRL Irlanda (2)
- ITA Itália (16)
- LAT Letônia (5)
- LTU Lituânia (7)
- MDA Moldávia (5)
- MKD Macedônia do Norte (1)
- NOR Noruega (6)
- POL Polônia (22)
- POR Portugal (14)
- ROU Romênia (13)
- RUS Rússia (20)
- SRB Sérvia (8)
- SVK Eslováquia (14)
- SLO Eslovênia (2)
- ESP Espanha (24)
- SWE Suécia (8)
- SUI Suíça (1)
- TUR Turquia (3)
- UKR Ucrânia (17)